# Radučić
Radučić es una localidad de Croacia situada en el municipio de Ervenik, en el condado de Šibenik-Knin. Según el censo de 2021, tiene una población de 204 habitantes.

## Geografía
Está ubicada a una altitud de 297 metros sobre el nivel del mar, a 299 km de la capital nacional, Zagreb.

## Demografía
| Gráfica de población de Radučić 1857-2011                           |
|                                                                     |
| Según los censos de población de la Oficina de Estadísticas Croata. |